# Vochysiaceae
Vochysiaceae — родина рослин, що належить до порядку миртоцвітих.

## Опис
Це дерева або кущі з супротивним листям; квітки зигоморфні 1-(3)-5-членні; одна плідна тичинка; плоди — крилатка чи коробочка.

## Біогеографія
Шість із восьми родів походять із Неотропіків. Роди Erismadelphus і Korupodendron походять із Західної та Центральної Африки.

## Еволюційна історія
Родина, ймовірно, походить з Південної Америки.

## Систематика
Vochysiaceae найближче до Myrtaceae. Vochysiaceae складається з 7 родів з 217 видами. Родина поділяється на дві триби:
Триба Erismeae:
- Erisma Rudge (20 видів)
- Erismadelphus Mildbr. (2 види)
- Korupodendron Litt & Cheek (1 вид)

Триба Vochysieae:
- Callisthene Mart. (10 видів)
- Qualea Aubl. (60 видів)
- Salvertia A.St.-Hil. (1 вид)
- Ruizterania Marc.-Bert. (19 видів)
- Vochysia Aubl. (105 видів)

Рід Euphronia, який раніше включався до Vochysiaceae, не є спорідненим і тепер стоїть окремо в родині Euphroniaceae, більш тісно пов’язаної з родиною Chrysobalanaceae.